# 309. strelska divizija (ZSSR)
309. strelska divizija (izvirno rusko 309. стрелковая дивизия; kratica 309. SD) je bila strelska divizija Rdeče armade v času druge svetovne vojne.

## Zgodovina
Divizija je bila ustanovljena julija 1941 in uničena oktobra istega leta. Ponovno je bila ustanovljena januarja 1942 v Abakanu.